# Діскаверер-1
Діскаверер-1 — американський прототип розвідувального супутника серії KH-1, що запускались за програмою «Корона». Перша спроба запуску на полярну орбіту. Перший запуск космічного апарата з бази Ванденберг. Перший запуск ракети-носія «Тор-Аджена-А».

## Опис
Апарат було змонтовано у верхній частині ступеня «Аджена-А», тому бувають розбіжності в масі й розмірах — іноді супутником вважають увесь ступінь. Загальна маса ступеня із супутником була 3265 кг, а маса самого супутника — 618 кг. Апарат мав 97 приладів для відстеження параметрів польоту, живлення забезпечували три срібно-цинкові акумулятори. 15 каналів телеметрії використовувались для передачі майже 100 параметрів, отриманих під час польоту. Апарат був прототипом, тому не мав камери і капсули для повернення відзнятої плівки.

## Запуск
28 лютого 1959 року о 21:49 UTC ракети-носія Тор-Аджена-А з бази Ванденберг здійснено спробу запуску першого розвідувального супутника. Після виведення апарата з ним було втрачено зв'язок. Розрахунок показав, що апарат вийшов на орбіту 159 × 974 км. Американські військово-повітряні сили заявили, що супутник виявила одна станція спостереження, однак його не зафіксувала жодна інша станція, тому апарат, імовірно, впав в Антарктиді.